# 麥克唐納山
72°30′S 166°36′E / 72.500°S 166.600°E
麥克唐納山（英語：Mount McDonald）是南極洲的山峰，位於維多利亞地的博克格雷溫克海岸，處於伯頓山西北面7公里，屬於勝利山脈的一部分，海拔高度2,470米，由新西蘭探險隊命名，現時由南極條約體系管理。